# Hayes Valley
Hayes Valley est un quartier de San Francisco en Californie, situé entre Alamo Square et le Civic Center. Il est connu pour ses maisons de styles architecturaux variés (victorien, Queen Anne…) ses boutiques et ses restaurants. La rue principale est Hayes Street.

## Limites
L'association du quartier d'Hayes Valley considère qu'il est limité par Webster Street à l'ouest, Franklin Street à l'est, Fulton Street au nord, Hermann Street et Market Street au sud.
Les quartiers qui l'entourent sont Lower Haight, Alamo Square à l'ouest, Fillmore District/Western Addition au nord, Duboce Triangle et SoMa au sud.